# Can Tarrida (Vilassar de Dalt)
Can Tarrida és una casa de Vilassar de Dalt (Maresme) protegida com a bé cultural d'interès local.

## Descripció
Edifici civil, es tracta d'una casa amb planta lleugerament rectangular que s'aixeca, pràcticament, en forma de cub.
El conjunt està format per una planta baixa, dos pisos i un terrat transitable, al mig de la qual sobresurt una torre llanterna.
S'hi accedeix per una avinguda flanquejada, a la banda esquerra, per un gran mur i unes torres circulars de maçoneria, que permeten superar els desnivells del terreny.
Els elements arquitectònics són bastant heterogenis: alguns d'ells són de tipus neogòtic, com la sèrie de finestres del pis superior; d'altres són d'estil més neoclàssic, com l'ornamentació de les altres finestres; i uns tercers són de tipus modernista, com les línies sinuoses del petit mur de tancament del terrat. Fins i tot, es podria dir que hi ha elements que donen un cert aire afrancesat al conjunt, com la mansarda recoberta amb pissarra que forma la base de la torre llanterna central.
Sobre la façana destaca un mirador o boínder.

## Història
L'actual construcció s'aixeca sobre una casa antiga: la primera reforma important fou realitzada l'any 1905-10, i després, el 1927-29.
L'actual construcció fou manada realitzar per Enric Tarrida.